# Schema de numerotare Kabat
Schema de numerotare Kabat este o schemă de numerotare pentru reziduuri de aminoacizi  din anticorpi pe baza regiunilor variabile. Schema este utilă atunci când se compară aceste regiuni variabile între mai mulți anticorpi. Bazele sale au fost puse de omul de știință biomedicală american Elvin A. Kabat, care a început să colecteze și să alinieze lanțuri ușoare de secvențe de aminoacizi de la om și șoarece proteine Bence Jones și imunoglobulină în anul 1969.
O altă schemă de numerotare este Sistemul de numerotare Chothia.